# Mathieu Guezno
Mathieu-Claude Guezno de Botsey, né le 17 février 1763 à Audierne, mort le 6 juillet 1839 à Audierne, est un homme politique de la Révolution française.

## Biographie
Issu d'une famille de la noblesse de robe originaire de Normandie qui est venu se fixer dans les environs de Carhaix au début du XVIIe siècle, son aïeul, qui porte le même nom que lui, signe en 1743 à l'acte de naissance de La Tour d'Auvergne, dont il est le parent et un très proche allié.
D'une branche peu fortunée, Guezno perd son père, négociant en grains, de bonne heure. Négociant à Audierne, il se livre au commerce des grains et du poisson.

### Élu  national
Il manifeste des sympathies à l'égard des idées nouvelles, ce qui lui vaut d'être le rédacteur du cahier de doléances d'Audierne et d'être, choisi comme délégué par sa paroisse à l'assemblée de la sénéchaussée de Quimper pour l'élection des députés aux États généraux en 1789.
Élu administrateur du département du Finistère en juin 1790, il se charge des finances et parvient à faire rentrer dans les caisses du Trésor des sommes en souffrance.
Élu le 7 septembre 1792 député du Finistère à la Convention nationale, le 3e sur 8 avec 372 voix sur 453 votants, il rejoint avec ses collègues les bancs de la Montagne et, lors du procès de Louis XVI, vote en faveur de la mort.

### Représentant en mission
Représentant en mission en Loire-Inférieure, puis en Charente-Inférieure avec Jean-Nicolas Topsent en mars 1794, il joue un rôle secondaire, prenant essentiellement en charge les questions sur la marine ; il fait ainsi établir des cales de construction, qui fournissent les navires de l'escadre envoyée à Saint-Domingue, sous les ordres de l'amiral Honoré Ganteaume en 1802.
De retour à la Convention, il intervient, le 7 brumaire an III (28 octobre 1794) dans le débat sur les dénonciations contre les députés pour demander l'établissement un délai de six mois au-delà duquel les comités ne peuvent refuser « communication à un représentant du peuple de la dénonciation qui avait été faite contre lui ».
Peu après, il est de nouveau envoyé en mission dans l'Ouest avec Jacques Guermeur. Ensemble, les deux représentants prennent à Lorient, le 4 nivôse (24 décembre 1794), un arrêté annulant tous les actes et arrêtés pris auparavant pour ordonner l'arrestation comme suspects des ecclésiastiques, dans le cadre d'une politique d'apaisement.
Usant de son autorité sur le général Hoche, il fait prévaloir une politique de pacification et lui fait accepter le traité de La Mabilais. Sa mission prend fin pendant l'opération contre Quiberon, la veille de la prise du fort de Penthièvre.

### Membre du Conseil des Cinq-Cents
Choisi par ses collègues de la Convention pour intégrer le Conseil des Cinq-Cents le 4 brumaire an IV (26 octobre 1795), il siège parmi les républicains modérés, sans se distinguer. Proche de Lazare Carnot, il demande une pension en faveur de La Tour d'Auvergne, qui souhaite, en raison de son grand âge, quitter l'armée. En réponse, Carnot lui offre une retraite de général, que La Tour d'Auvergne refuse.

### Exilé
Après le coup d'État du 18 Brumaire, au terme de la législature, le 26 décembre 1799, Guezno se retire à Audierne où il est receveur des douanes. Toutefois, sous la Seconde Restauration, frappé par la loi  du 12 janvier 1816, qui condamne à l'exil les régicides ayant soutenu les Cent-Jours, il quitte la France pour Bruxelles.
De retour dans son pays natal en 1830, il devient conseiller municipal, s'occupant principalement de développer l'enseignement et meurt quelques années plus tard en 1839.
Il confie à Armand René du Châtellier les nombreux documents qu'il avait réuni sur la guerre de Vendée, qui servirent à son Histoire de la Révolution dans les départements de l'ancienne Bretagne.